# Friends (альбом Дайон Уорвик)
| Оценки критиков               | Оценки критиков |
| Источник                      | Оценка          |
| ----------------------------- | --------------- |
| AllMusic                      | [ 1 ]           |
| Cashbox                       | без оценки      |
| Encyclopedia of Popular Music | [ 3 ]           |
| The Rolling Stone Album Guide | [ 4 ]           |

Friends — двадцать шестой студийный альбом американской певицы Дайон Уорвик, выпущенный в 1985 году на лейбле Arista Records.
На сегодняшний день это один из самых успешных релизов певицы, он добрался до 12 места в чарте Billboard 200, а также разошёлся тиражом более 900 000 копий. Альбом был номинирован на премию «Грэмми».
C альбома было выпущено два сингла: «That’s What Friends Are For» и «Whisper in the Dark». Первый стал настоящим супер-хитом, занявшим первое место в чарте Billboard Hot 100 и получившим премию «Грэмми».
Это единственный альбом Дайон Уорвик, изданный в Советском Союзе — в 1986 году под названием «Друзья».

## Список композиций
| №  | Название                                                                              | Автор(ы)                          | Длительность |
| -- | ------------------------------------------------------------------------------------- | --------------------------------- | ------------ |
| 1. | «That’s What Friends Are For» (featuring Elton John, Gladys Knight and Stevie Wonder) | Кэрол Байер-Сейджер, Берт Бакарак | 4:15         |
| 2. | «Whisper in the Dark»                                                                 | Брюс Робертс, Эдгар Бронфман мл.  | 4:35         |
| 3. | «Remember Your Heart»                                                                 | Дэн Наварро, Дэвид Брайант        | 3:43         |
| 4. | «Love at Second Sight»                                                                | Дэвид Фостер, Paul Gordon         | 4:40         |
| 5. | «Moments Aren’t Moments»                                                              | Стиви Уандер                      | 4:36         |

| №   | Название                                | Автор(ы)                                                             | Длительность |
| --- | --------------------------------------- | -------------------------------------------------------------------- | ------------ |
| 6.  | «Stronger Than Before»                  | Кэрол Байер-Сейджер, Берт Бакарак, Брюс Робертс                      | 3:22         |
| 7.  | «Stay Devoted»                          | Кэрол Байер-Сейджер, Берт Бакарак                                    | 3:36         |
| 8.  | «No One There (To Sing Me a Love Song)» | Нарада Майкл Уолден, Престон Гласс, Рэнди Джексон, Уолтер Афанасьефф | 4:28         |
| 9.  | «How Long?»                             | Кэрол Байер-Сейджер, Берт Бакарак                                    | 4:12         |
| 10. | «Extravagant Gestures»                  | Кэрол Байер-Сейджер, Берт Бакарак                                    | 4:59         |

## Чарты
| Чарт (1985-86)                         | Высшая позиция |
| -------------------------------------- | -------------- |
| Австралия (Kent Music Report)          | 29             |
| Канада (RPM Top Albums/CDs)            | 16             |
| Норвегия (VG-lista)                    | 20             |
| США (Billboard 200)                    | 12             |
| США (Billboard Top R&B/Hip-Hop Albums) | 8              |
| Швеция (Sverigetopplistan)             | 33             |

## Сертификации и продажи
| Регион                                                      | Сертификация | Продажи  |
| ----------------------------------------------------------- | ------------ | -------- |
| Канада (Music Canada)                                       | Золотой      | 50 000^  |
| США (RIAA)                                                  | Золотой      | 500 000^ |
| ^ Данные о тиражах приведены только на основе сертификации. |              |          |